# (39428) Emilybrontë
(39428) Emilybrontë – planetoida z grupy pasa głównego asteroid okrążająca Słońce w ciągu 3 lat i 320 dni w średniej odległości 2,47 j.a. Została odkryta 29 września 1973 roku przez Cornelisa van Houtena i Ingrid van Houten-Groeneveld na płytach fotograficznych wykonanych przez Toma Gehrelsa w Obserwatorium Palomar. Nazwa planetoidy pochodzi od Emily Brontë (1818–1848), drugiej z trzech z sióstr pisarek pochodzących z północnej Anglii. Przed nadaniem nazwy planetoida nosiła oznaczenie tymczasowe (39428) 4169 T-2.